# Heliconia lankesteri
Heliconia lankesteri är en enhjärtbladig växtart som beskrevs av Paul Carpenter Standley. Heliconia lankesteri ingår i släktet Heliconia och familjen Heliconiaceae. Inga underarter finns listade.